# Bushmills (whiskydestilleri)
Bushmills er et whiskydestilleri i den lille by Bushmills i Nordirland.
Bushmills er det eneste tilbageværende whiskydestilleri i Nordirland. Dets fulde navn er The Old Bushmills Distillery og det hævder selv, at være det ældste whiskydestilleri i verden på baggrund af en licens til whiskyfremstilling udstedt af kong James 1. i 1608.
Firmaet Bushmills blev grundlagt i 1784. 
Destilleriet ejes i dag af Diageo plc, der er et af verdens største producenter indenfor øl, vin og spiritus.

## Eksterne henvisning
- Bushmills.com

55°12′06.9″N 6°31′10.7″V / 55.201917°N 6.519639°V